# Bistum Kokstad

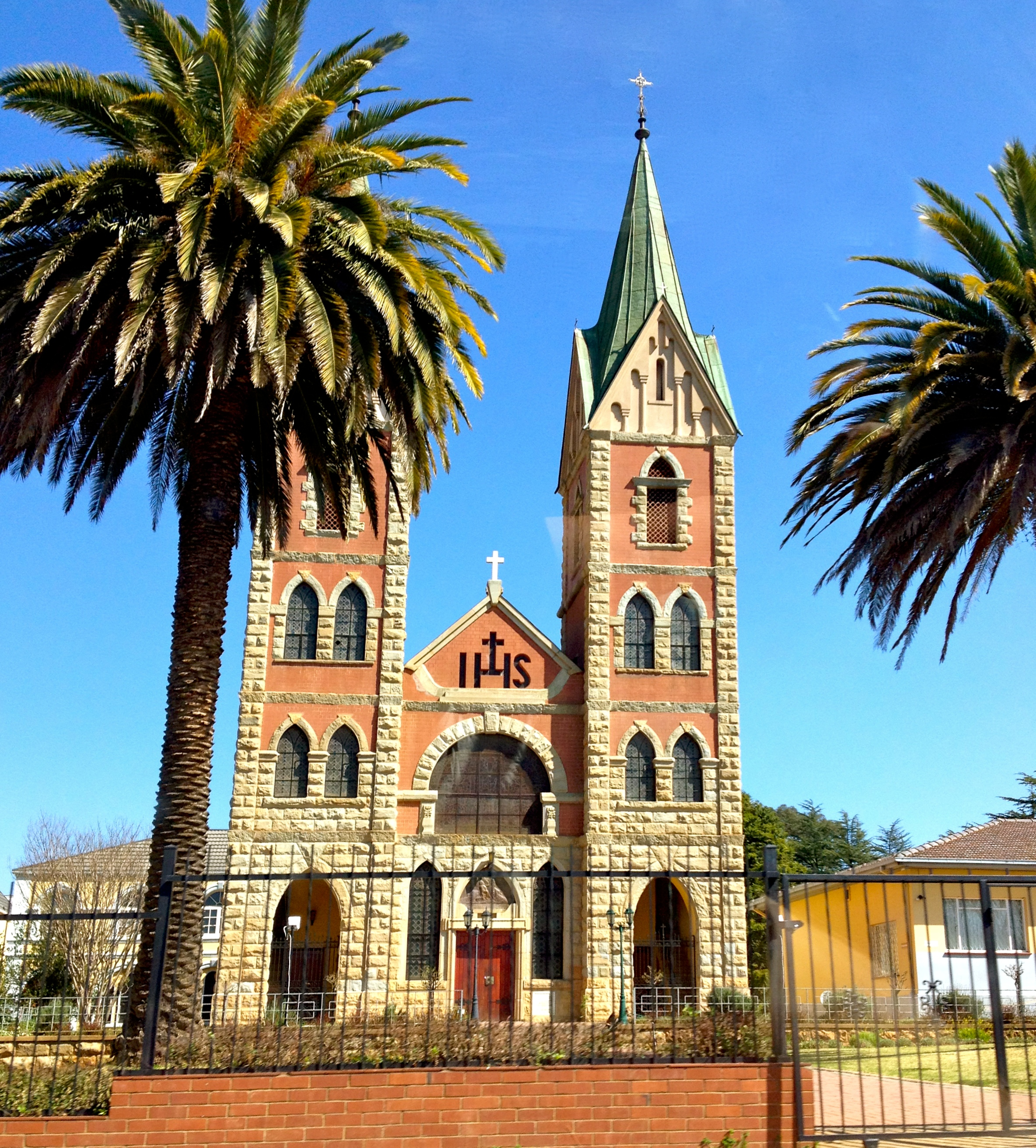
St. Patrick’s Cathedral, Kokstad

Das Bistum Kokstad (lateinisch Dioecesis Kokstadensis, englisch Diocese of Kokstad) ist eine in Südafrika gelegene römisch-katholische Diözese mit Sitz in Kokstad.

## Geschichte
Das Bistum Kokstad wurde am 8. April 1935 durch Papst Pius XI. aus Gebietsabtretungen des Apostolischen Vikariates Mariannhill als Apostolische Präfektur Mount Currie errichtet. Am 11. Juli 1939 wurde die Apostolische Präfektur Mount Currie durch Papst Pius XII. zum Apostolischen Vikariat erhoben und in Apostolisches Vikariat Kokstad umbenannt.
Das Apostolische Vikariat Kokstad wurde am 11. Januar 1951 durch Papst Pius XII. zum Bistum erhoben und dem Erzbistum Durban als Suffraganbistum unterstellt.

## Ordinarien

### Apostolische Präfekten von Mount Currie
- 1935–1939 Blasius Sigibald Kurz OFM

### Apostolische Vikare von Kokstad
- 1939–1948 Blasius Sigibald Kurz OFM, dann Apostolischer Präfekt von Yungchow
- 1949–1951 John Evangelist McBride OFM

### Bischöfe von Kokstad
- 1951–1978 John Evangelist McBride OFM
- 1980–1992 Wilfrid Fox Napier OFM, dann Erzbischof von Durban
- 1993–2010 William Slattery OFM, dann Erzbischof von Pretoria
- 2013–2020 Zolile Peter Mpambani SCJ, dann Erzbischof von Bloemfontein
- seit 2022 Thulani Victor Mbuyisa CMM